# Zhang Peili
 (avril 2020).
Si vous disposez d'ouvrages ou d'articles de référence ou si vous connaissez des sites web de qualité traitant du thème abordé ici, merci de compléter l'article en donnant les références utiles à sa vérifiabilité et en les liant à la section « Notes et références ».
Zhang Peili (sinogramme simplifié : 张培力) (Hangzhou, 1957) est un artiste contemporain chinois.

## Biographie
Il est né dans une famille de médecins.
C'est l'un des pionniers de l'art contemporain chinois. Il est reconnu en tant que "père" de l'art vidéo chinois. Pourtant, selon l'artiste lui-même, cette œuvre intitulée 30 x 30 est plutôt une performance, un projet, mais pas une simple vidéo.
Zhang travaille actuellement comme professeur à l'Académie des arts de Chine et est directeur d'un institut d'art non lucratif, l'OCAT (OCT Contemporary Art Terminal), à Shanghai.